# نهر الثعبان
نهر الأفعى (بالإنجليزية: Snake River)‏ هو نهر رئيسي في منطقة شمال غرب المحيط الهادئ الكبرى في الولايات المتحدة. يبلغ طوله 1,735 ميلاً (1,735 كم)، وهو أكبر رافد لنهر كولومبيا، وهو بدوره أكبر نهر في أمريكا الشمالية يصب في المحيط الهادئ. ينبع نهر الأفعى في غرب وايومنغ، ثم يتدفق عبر سهل نهر الأفعى في جنوب ولاية أيداهو، ووادي هيلز الوعر على حدود أوريغون-أيداهو، وتلال بالوز المتدحرجة بواشنطن، ويصب في نهر كولومبيا في (Tri-Cities)، واشنطن.
يتكون حوض تصريف نهر الأفعى على أجزاء من ست ولايات أمريكية (أيداهو وواشنطن وأوريغون ويوتا ونيفادا ووايومنغ)، وهو معروف بتاريخه الجيولوجي المتنوع. تم إنشاء نهر الأفعى بواسطة نقطة ساخنة بركانية تقع الآن تحت منابع نهر الأفعى في حديقة يلوستون الوطنية. أدت فترات الفيضانات العملاقة التي حدثت خلال العصر الجليدي السابق إلى حفر الأخاديد والمنحدرات والشلالات على طول نهر الأفعى الأوسط والسفلي. أثّرت اثنتان من أحداث الفيضانات الكارثية بشكل كبير على النهر ومحيطه وهما: فيضانات ميسولا وفيضان بونفيل.
عاش الأمريكيون الأصليون في عصور ما قبل التاريخ على طول نهر الثعبان منذ أكثر من 11000 عام. تولد أسماك السلمون من المحيط الهادئ بالملايين في النهر، وكانت مورداً حيوياً للأشخاص الذين يعيشون على نهر الثعبان المصب في شلالات شوشون. بحلول الوقت الذي اكتشف فيه لويس وكلارك المنطقة؛ كانت مجموعة نيز بيرس وشوشون هي المجموعات الأمريكية الأصلية المهيمنة في المنطقة. قام المستكشفون اللاحقون وصيادو الفراء بالتغيير، واستخدموا موارد حوض نهر الأفعى. في مرحلة ما أُسيء تفسير لغة الإشارة التي استخدمتها عائلة شوشونز التي تمثل سلال النسيج على أنها تمثل ثعبان، مما أعطى نهر الأفعى اسمه.
بحلول منتصف القرن التاسع عشر أصبح مسار أوريغون راسخًا، وجلب العديد من المستوطنين إلى منطقة نهر الثعبان. نقلت القوارب البخارية والسكك الحديدية المنتجات الزراعية والمعادن على طول النهر طوال القرن التاسع عشر وأوائل القرن العشرين. ابتداءً من تسعينيات القرن التاسع عشر، تم بناء خمسة عشر سداً رئيسياً على نهر الثعبان لتوليد الطاقة الكهرومائية، وتعزيز الملاحة، وتوفير مياه الري، ومع ذلك منعت هذه السدود هجرة السلمون، وأدت إلى جودة المياه والقضايا البيئية في أجزاء معينة من النهر. تم اقتراح إزالة العديد من السدود على نهر الثعبان السفلي، من أجل استعادة بعض مسارات السلمون الضخمة في النهر.

## دور النهر

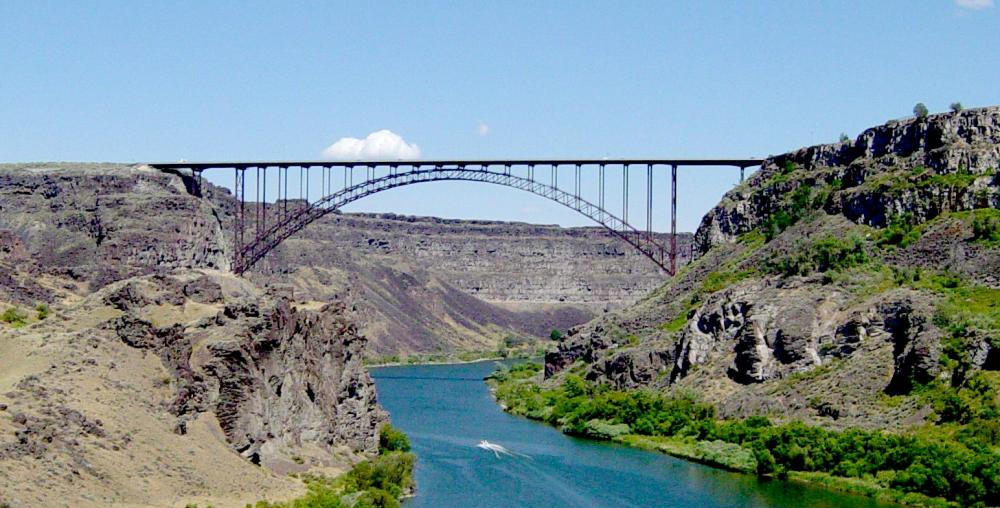
جسر بيرين فوق نهر الثعبان في توين فولز، أيداهو.

تشكلت من التقاء ثلاثة تيارات صغيرة على الجانب الجنوبي الغربي من هضبة المحيطين في منتزه يلوستون الوطني غرب وايومنغ. يبدأ الثعبان بالتدفق غربًا وجنوبًا في بحيرة جاكسون. أول 50 ميلاً (80 كم) يمر عبر فجوة جاكسون، وهو واد واسع بين سلسلة تيتون وسلسلة جبال جروس أسفل مدينة جاكسون السياحية. يتحول النهر غربًا ويتدفق عبر وادي نهر الثعبان، ويمر عبر سلسلة نهر الثعبان إلى شرق ولاية أيداهو. يستقبل نهري هوبك وغريس قبل دخول خزان الحواجز، حيث ينضم نهر الملح عند مصب«ستار فالي» (Star Valley) تحت سد باليساديس، يتدفق نهر الثعبان عبر سهل نهر الثعبان، وهي مقاطعة فسيولوجية قاحلة واسعة تمتد عبر جنوب ولاية أيداهو جنوب غرب جبال روكي وتحت نهر الثعبان، أحد أكثر طبقات المياه الجوفية إنتاجية في الولايات المتحدة.
جنوب غرب ريكسبورغ، أيداهو، ينضم إلى الثعبان من الشمال «هنريز فورك»، يُطلق عليه أحيانًا اسم شمال فورك نهر الثعبان، مع وجود الأفعى الرئيسية فوق نقطة الالتقاء المعروفة باسم «جنوب فورك». ومن هناك يتجه جنوبًا متدفقًا عبر وسط مدينة أيداهو فولز، ثم بعد محمية فورت الفجوة الهندية وإلى خزان «أمريكان فولز»، حيث ينضم إليه نهر بورتنوف. وادي نهر بورتنوف عبارة عن قناة فائضة حملت مياه الفيضانات في الفترة الجليدية الأخيرة من بحيرة بونفيل المتدفقة إلى نهر الثعبان، مما أدى إلى تغيير كبير في المناظر الطبيعية لسهل نهر الثعبان من خلال التآكل الهائل. من هناك يستأنف الثعبان رحلته غربًا، ويدخل وادي نهر الثعبان في ولاية أيداهو. يقطعه العديد من المياه البيضاء، أكبرها شلالات شوشون التي يبلغ ارتفاعها 212 قدمًا (65 مترًا)، والتي حددت تاريخياً الحد الأعلى لترحيل السلمون. على مسافة قصيرة في اتجاه مجرى النهر يمر تحت جسر بيرين. بالقرب من توين فولز، يقترب الأفعى من أقصى نقطة جنوبية في مجراه بالكامل، وبعد ذلك يبدأ في التدفق من الغرب إلى الشمال الغربي.
يستمر الثعبان عبر الوادي، حيث يستقبل نهر مالاد من الشرق بالقرب من بليس ثم نهر برونو من الجنوب في خزان سي جيه سترايك. يمر عبر وادي زراعي على بعد حوالي 30 ميلاً (48 كم) جنوب غرب بويسي ويتدفق لفترة وجيزة غربًا إلى أوريغون، قبل أن يتجه شمالًا لتحديد حدود أيداهو وأوريجون. هنا يتضاعف حجم نهر الأفعى تقريبًا حيث يستقبل العديد من الروافد الرئيسية. نهر أويهي من الجنوب الغربي، ثم نهري بويسي وبايتي من الشرق، ونهر «مالهور»(Malheur) من الغرب ونهر«ويسر» (Weiser) من الشرق. شمال بويسي، يدخل الثعبان بين هضبة المحيطين، وهو مضيق شديد الانحدار ومذهل وسريع يمتد عبر جبال نهر السلمون والجبال الزرقاء في أيداهو وأوريجون. تعد هضبة المحيطين أحد أكثر الأجزاء وعورة وغدرًا من مسار نهر الثعبان، مما يشكل عقبة رئيسية أمام المستكشفين الأمريكيين في القرن التاسع عشر. هنا تم حجز الثعبان أيضًا بواسطة هضبة المحيطين و«اوكسبو» (Oxbow) و«برونلي دامز» (Brownlee Dams)، والتي تشكل معًا مشروع«هيلز كانيون هايدروليكتك» (Hells Canyon Hydroelectric).